# Sul
Sul är en ort i Verdals kommun, Nord-Trøndelag fylke i mellersta Norge. Sul är beläget vid riksväg 72 (mellanriksvägen) mellan Vinne och gränsstationen Sandvika vid svenska gränsen. Orten präglas av det fjällnära jordbruket. 
Enligt sägnen ska en jätte från Sul ha fallit i en tvekamp med jätten Rut i Skut på Åreskutan i Jämtland. Berget Suljätten i Kalls socken, Åre kommun, är enligt sägnen jättens näsa.